# Schlüssel zum Himmelreich
Schlüssel zum Himmelreich (Originaltitel The Keys of the Kingdom) ist eine US-amerikanische Literaturverfilmung unter der Regie von John M. Stahl. Die Hauptrollen sind besetzt mit Gregory Peck, Thomas Mitchell, Vincent Price und Rose Stradner. Die Vorlage für das Drehbuch bildet Archibald Joseph Cronins gleichnamiger Roman, der in Deutschland unter dem Titel Die Schlüssel zum Königreich erschienen ist.

## Handlung
Im Jahr 1938 besucht Monsignore Sleeth Francis Chisholm, den ältesten Priester in Tweedside in Schottland, der in den Ruhestand versetzt werden soll. Chisholm bittet den Monsignore, diese Entscheidung noch einmal zu überdenken und erinnert Sleeth daran, dass er ein Jugendfreund des Bischofs Angus Mealy gewesen sei, von dem diese Anordnung stammt. Diese Entscheidung beruht auch darauf, dass man mit den Predigten Chisholms nicht konform geht. Francis Chisholm war über Jahrzehnte als Missionar in China und ist erst seit einem Jahr wieder in Europa.
Als der Monsignore nicht einschlafen kann, fällt ihm Chisholms Tagebuch in die Augen, er schlägt es auf, und beginnt zu lesen. Er liest über Chisholms Kindheit in Armut und die Liebe seiner Eltern zu ihm, und über seinen Schmerz über das tragische Ende seiner Eltern, die ertrunken sind. Nach dem Tod der Eltern lebt Francis bei seiner Tante Polly, die sich wünscht, dass er Priester wird. Francis hat sich in Nora Bannon verliebt und ist hin- und hergerissen zwischen seinem Gefühl für Nora und seiner Liebe für den Priesterberuf. Das macht seinen Besuch des Hollywell-Colleges nicht leichter, obwohl Reverend Hamish McNabb sich des jungen Mannes und seiner Gefühlsverwirrungen annimmt. Als Francis während seiner Ausbildung erfährt, dass Nora sehr verzweifelt ist, weil sie von dem Vater ihres noch nicht geborenen Kindes verlassen wurde, will er ihr beistehen, kommt jedoch zu spät. Nora ist bei der Geburt des Kindes verstorben.
Nun ist sich der junge Mann sicher, dass seine Berufung darin liegt, Priester zu werden. Auf seinen ersten beiden Posten kann er die in ihn gesetzten Erwartungen jedoch nicht erfüllen. Sein Berater, Reverend Hamish MacNabb, schlägt ihm vor als Missionar in das Dorf Paitan nach China zu gehen. Bei seiner Ankunft wird Chisholm von den ihm nicht gut gesinnten Frauen Hosannah und Philomena Wang begrüßt, die Missionsstation selbst ist heruntergekommen und in einem schlimmen Zustand. Erst allein und dann mit Hilfe des jungen chinesischen Katholiken Joseph baut Chisholm die Station wieder auf, wobei die Männer sich auch durch Angriffe von Banditen nicht beirren lassen. Dank Willie Tulloch, ein Freund Chisholms und inzwischen Arzt, erhält die Station nun auch die nötigsten Arzneimittel, sodass Chisholm eine Art Apotheke einrichten kann. Als Chisholm Chia-Yu, dem Kind des örtlichen Mandarins das Leben rettet, und dieser daraufhin zum Katholizismus übertreten will, meint Chisholm nur, dass er nicht akzeptieren könne, eine Seele im Austausch für selbstverständliche Hilfe zu gewinnen, nur wenn man in seinem Herzen daran glaube, solle man dies tun. Immerhin nimmt er aber die Hilfe des Mandarins an, der ihm Land zur Verfügung stellt und ihn auch finanziell unterstützt bei Material- und Arbeitskosten, wodurch Chisholm dann eine angemessene Missionsstation aufbauen kann. Nachdem die Mission soweit fertiggestellt ist, treffen die Nonnen Schwester Maria Veronica, Schwester Martha und Schwester Clothilde ein, um eine Schule aufzubauen und Francis auch sonst zu unterstützen. Schwester Maria Veronica, eine sehr schöne Frau, kommt aus einer österreichischen adligen Familie, und benimmt sich anfangs sehr abweisend gegenüber Chisholm.
Als Regierungstruppen sich dem Dorf nähern, da sich der Bandit Wai in der umliegenden Landschaft aufhalten soll, legen die Männer Chisholm nahe, die Station zu verlassen, da sie sich genau im Zentrum der zu errichtenden Feuerlinie befinden würde. Chisholm lehnt das aber ab. In dieser kritischen Situation erscheint Chisholms Jugendfreund Dr. Willie Tulloch in der Mission. Als es zu einem Aufstand zwischen den Banditen und den Regierungstruppen kommt, zieht das viele Verletzte und Tote nach sich. Chisholm und Tulloch versuchen so gut sie können zu helfen und kümmern sich um die Toten und Sterbenden vier Tage und vier Nächte fast pausenlos. Als Francis erfährt, dass seine Kirche getroffen wurde, eilt er zusammen mit Tulloch zurück zur Mission, wobei dieser von einer Kugel tödlich getroffen wird. Tulloch war überzeugter Atheist und es ist nicht Chisholms Art ihn in der Stunde seines Todes noch bekehren zu wollen. Vor allem Schwester Maria Veronica nimmt ihm das übel. Als die Banditen am nächsten Tag die Missionsstation überfallen und die Herausgabe sämtlicher Lebensmittel fordern, weigert sich Chisholm standhaft. Es gelingt ihm sogar, das Geschütz, das die Banditen errichtet haben, in die Luft zu sprengen.
Kurze Zeit darauf trifft Chisholms Jugendfreund Angus Mealy, der inzwischen zum Bischof geweiht wurde, in der Station ein. Er lässt keinen Zweifel daran, dass er Chisholm persönlich dafür verantwortlich macht, dass die Kirche niedergebrannt worden ist und auch Chisholms schlichte Lebensweise missfällt ihm. Schwester Maria Veronica wird erst jetzt richtig klar, welch außergewöhnlich guter Mensch Chisholm ist, der die pompöse Lebensweise, die Angus für sich in Anspruch nimmt, nicht braucht und bewusst als gleicher unter gleichen lebt. Nachdem der Bischof wieder abgereist ist, bittet sie Chisholm um Vergebung für ihre bisherige Haltung und ab sofort hat er eine warmherzige Freundin in ihr. Mit Hilfe von Maria Veronicas wohlhabender Familie kann auch die Kirche wieder aufgebaut werden. In den folgenden Jahren arbeiten alle auf der Missionsstation hart und eine blühende Pfarrei entsteht. Als Chisholm schließlich, alt geworden, nach Schottland zurückkehrt, trifft er dort Noras Enkel Andrew, um den er sich von da ab kümmert.
Nachdenklich hat Monsignore Sleeth nach dem Lesen der letzten Zeilen Chisholms Tagebuch beiseitegelegt. Er bittet Chisholm, ihm das Eindringen in seine Privatsphäre zu verzeihen, und zeigt sich beeindruckt von dem, was er gelesen hat. Chisholm spielt das ein wenig herunter und meint, es erfülle ihn mit Demut, dass Sleeth seinem Leben eine solche Aufmerksamkeit gewidmet habe. Sleeth lässt den alten Mann wissen, dass er sich geehrt fühle, ihn getroffen zu haben, und versichert ihm zum Abschied, dass er sich dafür einsetzen werde, dass er in Tweedside bleiben könne.

## Hintergrund
Die Dreharbeiten fanden vom 1. Februar bis zum 20. Mai 1944 statt; weitere Aufnahmen entstanden vom 10. Juli bis zum 12. Juli 1944. Gedreht wurde in Laguna und Malibu in Kalifornien sowie in den 20th-Century-Fox-Studios in den USA. In den USA hatte der Film am 15. Dezember 1944 Premiere, am 29. Dezember 1944 lief er allgemein in den Kinos an. In Deutschland kam er erstmals am 4. März 1947 und in Österreich am 28. Februar 1947 in die Kinos.
Während des Films blendet sich immer wieder die Stimme von Monsignore Sleeth ein, der aus Pater Francis Chisholms Tagebuch vorliest. Eine gekürzte Ausgabe von Cronins Roman erschien 1942 in einer Ausgabe des Ladies Home Journal. Neben David O. Selznick, der die Rechte an Cronins Buch für 100.000 Dollar erwarb, sollen auch MGM und 20th-Century-Fox-Produzent Frank Vincent ihr Interesse an den Rechten des Romans bekundet haben. David O. Selznick hatte für die Rolle der „Maria Veronica“ Ingrid Bergman vorgesehen. Auch Rosalind Russell soll für die Rolle im Gespräch gewesen sein. Die Dreharbeiten mit Bergmann, Jennifer Jones, die als „Nora“ vorgesehen war, und Shakespeare-Schauspieler Maurice Evans wurden immer wieder verschoben. Im März 1942 wurde bekannt, dass Cedric Hardwicke für die Rolle des „Pater Fitzgerald“ gecastet wurde, ebenso sollen Burgess Meredith und Gene Kelly gecastet worden sein. Auch Alan Marshal sollte eine Rolle erhalten und Franchot Tone war im Gespräch für die Rolle des Paters Francis Chisholm. Weitere Kandidaten, die für die Rolle von Pater Chisholm im Gespräch waren, sind Spencer Tracy, Dean Jagger, Orson Welles, Henry Fonda, Joseph Cotten, Alan Ladd, Edward G. Robinson und Van Heflin. Da man sich nicht einigen konnte, welcher Schauspieler der richtige für die Rolle des Paters Chisholm sei, wurden die Rechte Ende 1942 an Twentieth Century-Fox verkauft. Nachdem Nunnally Johnson sich aus dem Projekt zurückgezogen hatte, wurde Joseph L. Mankiewicz damit beauftragt, das Drehbuch zu schreiben. Letztendlich wurden beide als verantwortlich für das Drehbuch benannt. Da Termine nicht eingehalten wurden, stand Bergmann für die Rolle der Maria Veronica nicht mehr zur Verfügung, sodass Geraldine Fitzgerald und Rose Stradner, die die Rolle der Maria Veronica schließlich auch spielte, gecastet wurden. Stradner war seit 1939 mit Mankiewicz verheiratet. Nachdem erst die Rede davon war, dass Dana Andrews die Rolle des Paters Chisholm bekomme solle, ging die Rolle dann an Gregory Peck. Etliche aufgezeichnete Szenen fielen am Ende ganz der Schere zum Opfer, sodass diverse mitwirkende Schauspieler im fertigen Film gar nicht zu sehen waren. Der Film hatte dann einige Schwierigkeiten der Zensur zu entkommen, was in erster Linie an der negativen Charakterzeichnung einiger Priesterrollen lag, denen Engstirnigkeit attestiert wurde sowie auch an der Darstellung von Kriegsherren, Seuchen und Hungersnöten in China. Schon das veröffentlichte Buch Cronins musste harsche Kritik von katholischen Rezensenten über sich ergehen lassen.
Ronald Colman und Ann Harding traten am 19. November 1945 in der von Lux Radio Theatre initiierten Ausstrahlung auf. In The Saturday Evening Post vom 22. März 1947 wird Gregory Peck zitiert, der in der Spalte, „Die Rolle, die mir am besten gefiel“, die Rolle des Paters Chisholm als seine bisherige Lieblingsrolle vermerkt haben soll, wegen „der Auswahl und der Vielfalt“. Peck erhielt ja dann auch seine erste Oscar-Nominierung für diese Rolle.

## Kritiken
Das Lexikon des internationalen Films kommt zu dem Schluss, dass es sich um eine „sehr ausladende Verfilmung des gleichnamigen Romans von A. J. Cronin [handele]: gefühlsbetont und handwerklich solide, aber ohne Vertiefung der religiösen Problematik“.
Variety Staff kommt zu dem Urteil, dass Gregory Peck hervorragend spiele und glaubhaft die Auswirkungen von Toleranz, Glauben und Frömmigkeit transzendiere.
Bosley Crowther von der New York Times meint, dass es nicht gelungen sei, die subtile und geistige Geschichte über einen katholischen Missionar, der von A. J. Cronin in seinem Roman mit so viel Wärme und Vitalität geschildert worden sei, in diesen langen und weichen Film mit demselben Titel zu transportieren. […] Jedoch zeige der Film ein Bild von einem Mann, der eindrucksvoll in seinem Glauben und seiner Demut sei. […] Jedoch könne man in einem über zweistündigen Film vernünftigerweise erwarten, dass man mehr Einblick in die Charaktere und ihre Konflikte erhalte. […] Gregory Pecks Leistung als Priester Chisholm wird als ruhig und kraftvoll gewürdigt. Er hinterlasse einen feinen Eindruck von Gottergebenheit und stiller Würde. Auch Edmund Gwenn wird für seine Darstellung eines verständnisvollen Mannes der Kirche gelobt, der den jungen Priester an den richtigen Ort versetze. Auch Thomas Mitchell sei gut in seiner kurzen Rolle als Atheist. Vincent Price hingegen muss Kritik einstecken für seinen seltsam geschmacklosen Identitätswechsel.

## Auszeichnungen
Schlüssel zum Himmelreich war auf der Oscar-Verleihung 1946 für vier Oscars nominiert:
- Gregory Peck als „Bester Hauptdarsteller“. Der Oscar ging an Ray Milland für das Alkoholikerdrama Das verlorene Wochenende (The Lost Weekend).
- Arthur C. Miller für die „Beste Kamera in einem Schwarzweißfilm“. Der Oscar ging an Harry Stradling Sr. für seine Kameraarbeit in der Literaturverfilmung Das Bildnis des Dorian Gray (The Picture of Dorian Gray).
- James Basevi, William S. Darling, Thomas Little, Frank E. Hughes für das „Beste Szenenbild in einem Schwarzweißfilm“. Der Oscar ging an Wiard Ihnen und A. Roland Fields für Spionage in Fernost (Blood on the Sun).
- Alfred Newman für die „Beste Filmmusik in einem Drama“. Der Oscar ging an Miklós Rózsa für das Filmdrama Ich kämpfe um dich (Spellbound).